# Wybrzeże Staropruskie
Wybrzeże Staropruskie (313.57) – mezoregion fizycznogeograficzny w północnej Polsce i w południowo-zachodniej części obwodu królewieckiego (Rosja), we wschodniej części Pobrzeża Gdańskiego, zaliczany do mezoregionu typu obniżeń, kotlin, większych dolin i równin akumulacji wodnej przeważnie z wydmami w regionie nizin i obniżeń, przechodzący od wschodu w Równinę Warmińską, od północnego wschodu we Wzniesienia Górowskie, od południa w Wysoczyznę Elbląską, od południowego zachodu w Żuławy Wiślane, od zachodu i północy ograniczony Morzem Bałtyckim.

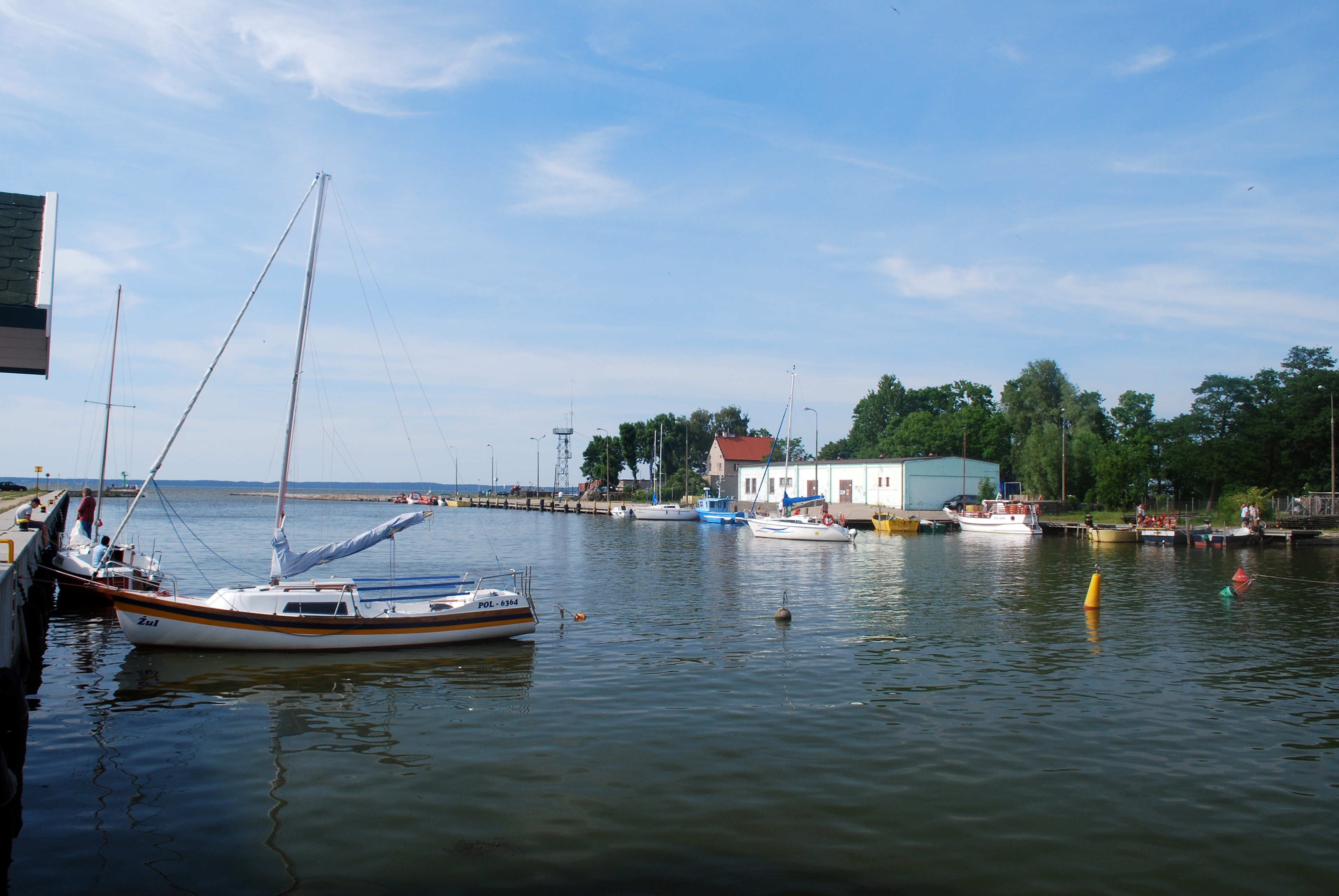
Port w Tolkmicku

W Polsce obejmuje obszar około 100 km² równiny akumulacji rzecznej z deltami Baudy i Pasłęki. Wysoki poziom wody gruntowej powoduje, że mezoregion w większości zajęty jest przez łąki, jedynie w miejscu występowania namułów rzecznych są także pola uprawne, w części północnej występują również lasy.